# Публий Манилий Вописк
Публий Манилий Вописк (на латински: Publius Manilius Vopiscus) е римски поет и приятел на император Домициан

## Произход
Произлиза от фамилията Манилии, клон Вописк. Фамилията му произлиза от Испания. Син е на Марк Манилий Вописк, суфектконсул 60 г. Вероятно е роднина на Публий Манилий Вописк Вицинилиан (консул 114 г.).